# Francesco Maria Veracini
Francesco Maria Veracini (ur. 1 lutego 1690 we Florencji, zm. 31 października 1768 tamże) – włoski skrzypek i kompozytor. Był jednym z czołowych skrzypków początku XVIII wieku we Włoszech, znanym w całej Europie jako wykonawca i kompozytor. Jako wirtuoz rywalizował z Giuseppe Tartinim. Chociaż był instrumentalistą, około połowy jego dzieł stanowią kompozycje wokalne. Jako kompozytor operowy był przez pewien czas znaczącym rywalem Georga Friedricha Händla w Londynie.

## Życiorys

### Młodość we Włoszech
Francesco Maria Veracini urodził się w znanej rodzinie włoskich muzyków i artystów. Jego pierwszym  nauczycielem był wuj, Antonio Veracini, a kolejnym Giovanni Maria Casini, organista w katedrze florenckiej. Wkrótce dał się poznać jako utalentowany wirtuoz skrzypiec. Młodość spędził w rodzinnej Florencji. W 1711 roku osiadł w Wenecji, gdzie grał w różnych orkiestrach kościelnych. Najpierw pojawił się jako solista gościnny na nabożeństwach bożonarodzeniowych w bazylice św. Marka, a kilka miesięcy później na mszy na cześć nowego posła Świętego Cesarstwa Rzymskiego, sprawowanej w bazylice Santa Maria Gloriosa dei Frari. W 1712 roku wybrał się na krótko do rodzinnego miasta z okazji wykonania swojego oratorium Il trionfo della innocenza patrocinata da San Niccolò.

### Podróże koncertowe po Europie
W 1714 roku Veracini występował w Londynie, gdzie dawał koncerty dobroczynne oraz wykonywał własne koncerty w przerwach pomiędzy aktami oper, wystawianych w Her Majesty’s Theatre. Następny rok spędził w na dworze elektora w Düsseldorfie z okazji wykonania swojego oratorium Mosè al mar' rosso, po czym odbywał kolejne podróże koncertowe. W 1717 roku uzyskał stanowisko nadwornego kompozytora w Dreźnie. W sierpniu 1722 roku wypadł z okna na trzecim piętrze; nie jest jasne, czy była to próba samobójcza czy nieudane morderstwo, gdyż Veracini nie był wówczas w pełni świadomy tego, co się stało. Choć przeżył, pojawiły się pogłoski o jego szaleństwie, towarzyszące mu podczas jego kolejnych podróży koncertowych; przez pewien czas koncertował we Włoszech jako skrzypek, poza tym komponował oratoria i utwory sakralne. W 1730 roku skomponował Te Deum chcąc w ten sposób uczcić pochodzącego z Florencji, nowo wybranego papieża Klemensa XII. W 1733 roku powrócił do Londynu, gdzie jako kompozytor operowy rywalizował z Händlem. W latach 30. skomponował 3 opery: Adriano i Siria (1735), La Clemenza di Tito (1737) i Partenio (1738). W 1738 roku wyjechał do Florencji, gdzie przebywał kilka lat. W tym czasie zmarli jego bliscy: wuj, żona i matka. W 1741 roku powrócił do Londynu. Dał kilka koncertów dobroczynnych. W 1744 roku skomponował swoją ostatnią operę, Rosalinda. Rok później podczas podróży przez kanał La Manche rozbił się okręt, na którym płynął. Kompozytor uszedł z życiem, ale jego manuskrypty przepadły.

### Powrót do Włoch
Do Włoch powrócił na stałe po 1750 roku. Pracował przede wszystkim jako muzyk kościelny we Florencji, zajmując się głównie komponowaniem i prowadzeniem orkiestry, a także okresowo grając na skrzypcach w ostatnich latach życia. W tym czasie ukończył również drugi (i jedyny zachowany) traktat o muzyce, który zawiera osobliwą mieszankę uwag na temat harmonii, kontrapunktu, doradztwa zawodowego i kwestii moralnych.

## Twórczość

### Utwory instrumentalne
W 1716 roku opublikował pierwszy cykl (nieopusowany) sonat na skrzypce lub flet i basso continuo. W przeciwieństwie do późniejszych sonat z op. 1, zawierających preludia i części taneczne, zestaw ten jest bliski, jeśli chodzi o formę, sonatom Arcangela Corellego. Pisząc koncerty skrzypcowe pozostawał Veracini pod silnym wpływem Antonia Vivaldiego. Wiele koncertów skomponował specjalnie dla wykazania swojej wyjątkowej techniki. Wszystkie jego koncerty reprezentują schemat trzyczęściowy: część szybka – część wolna – część szybka. Twórczość orkiestrowa Veraciniego obejmuje cykl 6 uwertur, których czteroczęściowy schemat miał być później przyjęty w symfonii. Używając w swej technice kompozytorskiej raczej repetycji i figuracji niż sekwencji, stał się Veracini prekursorem stylu, który później przyjęli Giuseppe Tartini i Pietro Locatelli.

### Utwory wokalne
Veracini był również kompozytorem muzyki wokalnej. Skomponował kilka świeckich kantat, kilka dzieł sakralnych (i prawdopodobnie wiele innych, które zaginęły), 8 oratoriów (muzyka do których zaginęła) i 4 opery dla teatrów w Londynie. Arie z jego oper wykazują wpływ Georga Friedricha Händla.